# Evelyn Lintott
Evelyn Lintott (Godalming, 1º novembre 1883 – 1º luglio 1916) è stato un calciatore inglese, di ruolo centrocampista.

## Carriera

### Club
Ha giocato in vari club inglesi.

### Nazionale
Ha collezionato 7 presenze con la maglia della propria nazionale.

## Palmarès

### Club

#### Competizioni nazionali
- Southern Football League: 1

QPR: 1907-1908